# Luiz Leão de Carvalho
Luíz Leão de Carvalho (Cachoeira do Sul, 1 de novembro de 1907 − Porto Alegre, 17 de janeiro de 1985) foi um grande futebolista, treinador de futebol e dirigente esportivo brasileiro.
Conhecido por Luiz Carvalho (Luiz de Carvalho para a imprensa carioca), ou pelas alcunhas de "Rei da Virada" (girava o corpo rapidamente, sempre com a bola no pé e surpreendendo o adversário) e "El Maestro" (devido ao gol que marcou, em 1940, na grande vitória do Grêmio contra o Club Atlético Independiente da Argentina).
É ídolo da torcida do tricolor gaúcho, sendo o maior artilheiro em Grenal (17 gols) e esta entre os 10 maiores artilheiros do clube, com 160 gols (na quinta posição).
Iniciou a carreira aos dezesseis anos no Grêmio Football Porto Alegrense e ajudou o clube a conquistar 12 títulos nas décadas de 1920 e 1930, entre eles, dois campeonatos gaúchos: 1926 e 1931, além de vários títulos do Campeonato Citadino de Porto Alegre.
Em meados da década de 1930, transferiu-se para o futebol carioca, jogando no Botafogo de Futebol e Regatas e no Club de Regatas Vasco da Gama. Sua contratação para o Vasco foi na forma de "jogada de marketing" (talvez a primeira vez que explorou-se a imagem de um jogador de futebol). Os produtores de vinho do Rio Grande do Sul, com a intenção de aumentar o volume de vendas no mercado carioca, ofereceram de graça e com salários pagos o jogador ao Vasco e como a esmagadora maioria dos portugueses, apreciadores da bebida, eram vascaínos, associaram a imagem do jogador ao produto. Se os lucros dos produtores foram satisfatórios, não se sabe, porém, Luiz Carvalho acumulou mais dois títulos no seu currículo: os estaduais de 1934 e 1936 pelo Vasco da Gama. Também é deste período, suas convocações para a Seleção Brasileira de Futebol e uma possivel transferencia para o futebol Argentino(Boca Juniors).
Após a sua aposentadoria, no início da década de 1940, ainda trabalhou como treinador de futebol. Mais tarde, virou membro da diretoria do Grêmio e em 1974, assumiu a presidência do clube para o biênio 1974-1975.
Pai de Marlene Carvalho, Ione Carvalaho e Ronaldo Carvalho, avô de Luiz Antonio, Luis Felipe, Miryan, Suzana, Talita, Biatriz e Tatiana e bisavô de Francisco Beck, Luca Beck, Franco Beck.

## Homenagem
Falecido em 1985, em julho de 2014 foi homenageado, pois o CT do Grêmio, construído no bairro Humaitá, foi batizado de Centro de Treinamento Luiz Carvalho.